# انجمن دانشگاه‌های آمریکایی

انجمن دانشگاه‌های آمریکایی (به انگلیسی: Association of American Universities) سازمانی است متشکل از دانشگاه‌های مختلف ایالات متحده آمریکا و کانادا، که هدف از این سازمان بنیان‌گذاری و جهت دادن به سیاست‌های دانشگاه‌های آمریکای شمالی است.
این انجمن که بیش از یک قرن پیش در ایالات متحده تأسیس گردید، هم‌اکنون دارای شصت و یک عضو از ایالات متحده و دو عضو از کانادا می‌باشد.
عضویت در این انجمن فقط بر حسب دعوت و تصویب سه چهارم اعضا صورت می‌گیرد و لازمه آن ارائه مدارج دکترا و داشتن بنیه پژوهشی فعال در طیف گسترده‌ای از زمینه‌ها می‌باشند.
دانشگاه‌هایی که صرفاً بر علوم پزشکی متمرکزند در این انجمن عضویت ندارند، و در عوض عضو انجمن کالج پزشکی آمریکا (Association of American Medical Colleges) که دستور کار مشابه اما ویژه علوم پزشکی دارد می‌باشند.

## اعضای دولتی و سال عضویت
| دانشگاه                               | تعداد دانشجو | سال عضویت |
| ------------------------------------- | ------------ | --------- |
| دانشگاه آریزونا                       | ۳۶۸۰۵ نفر    | ۱۹۸۵      |
| دانشگاه ایالتی نیویورک در بافلو       | ۲۷۸۲۳ نفر    | ۱۹۸۹      |
| دانشگاه کالیفرنیا، برکلی              | ۳۳۵۵۸ نفر    | ۱۹۰۰      |
| دانشگاه کالیفرنیا، ارواین             | ۲۴۴۵۴ نفر    | ۱۹۹۶      |
| دانشگاه کالیفرنیا، دیویس              | ۳۰۴۷۵ نفر    | ۱۹۹۶      |
| دانشگاه کالیفرنیا، لس‌آنجلس            | ۳۶۶۱۱ نفر    | ۱۹۷۴      |
| دانشگاه کالیفرنیا، سانتا باربارا      | ۲۶۲۴۷ نفر    | ۱۹۹۵      |
| دانشگاه کالیفرنیا، سن دیگو            | ۲۰۵۵۹ نفر    | ۱۹۸۲      |
| دانشگاه کلرادو بولدر                  | ۲۸۰۰۰ نفر    | ۱۹۶۶      |
| دانشگاه فلوریدا                       | ۴۹۶۹۳ نفر    | ۱۹۸۵      |
| دانشگاه ایلینوی اربانا-شمپین          | ۴۲۷۲۸ نفر    | ۱۹۰۸      |
| دانشگاه ایندیانا بلومینگتون           | ۳۸۲۴۷ نفر    | ۱۹۰۹      |
| دانشگاه آیووا                         | ۲۹۹۷۹ نفر    | ۱۹۰۹      |
| دانشگاه ایالتی آیووا                  | ۲۶۷۰۰ نفر    | ۱۹۵۸      |
| دانشگاه کانزاس                        | ۲۷۸۷۵ نفر    | ۱۹۰۹      |
| دانشگاه مریلند، کالج پارک             | ۳۵۱۰۲ نفر    | ۱۹۶۹      |
| دانشگاه میشیگان                       | ۴۰۰۲۵ نفر    | ۱۹۰۰      |
| دانشگاه ایالتی میشیگان                | ۴۵۵۲۰ نفر    | ۱۹۶۴      |
| دانشگاه مینه‌سوتا                      | ۵۰۴۰۲ نفر    | ۱۹۰۸      |
| دانشگاه میزوری                        | ۲۸۲۵۳ نفر    | ۱۹۰۸      |
| دانشگاه راتگرز                        | ۵۰۰۱۶ نفر    | ۱۹۸۹      |
| دانشگاه کارولینای شمالی در چپل هیل    | ۲۷۲۷۶ نفر    | ۱۹۲۲      |
| دانشگاه ایالتی اوهایو                 | ۵۱۸۱۸ نفر    | ۱۹۱۶      |
| دانشگاه اورگن                         | ۲۰۳۹۴ نفر    | ۱۹۶۹      |
| دانشگاه ایالتی پنسیلوانیا             | ۴۲۹۱۴ نفر    | ۱۹۵۸      |
| دانشگاه پیتسبرگ                       | ۲۶۸۶۰ نفر    | ۱۹۷۴      |
| دانشگاه پردو                          | ۳۹۲۲۸ نفر    | ۱۹۵۸      |
| دانشگاه ایالتی نیویورک در استونی بروک | ۲۲۵۲۷ نفر    | ۲۰۰۱      |
| دانشگاه تگزاس در آستین                | ۴۹۶۹۴ نفر    | ۱۹۲۹      |
| دانشگاه تگزاس ای‌اندام                 | ۴۵۳۸۰ نفر    | ۲۰۰۱      |
| دانشگاه ویرجینیا                      | ۱۹۸۴۳ نفر    | ۱۹۰۴      |
| دانشگاه واشینگتن                      | ۴۲۹۰۷ نفر    | ۱۹۵۰      |
| دانشگاه ویسکانسین-مدیسن               | ۴۱۴۶۶ نفر    | ۱۹۰۰      |
| مؤسسه فناوری جورجیا                   | ۱۹۰۰۰ نفر    | ۲۰۱۰      |

## اعضای خصوصی و سال عضویت
| دانشگاه                       | تعداد دانشجو | سال عضویت |
| ----------------------------- | ------------ | --------- |
| دانشگاه برندایس               | ۵۰۳۰ نفر     | ۱۹۸۵      |
| دانشگاه براون                 | ۷۵۹۵ نفر     | ۱۹۳۳      |
| مؤسسه فناوری کالیفرنیا        | ۲۱۷۱ نفر     | ۱۹۳۴      |
| دانشگاه کارنگی ملون           | ۹۸۸۸ نفر     | ۱۹۸۲      |
| دانشگاه کیس وسترن رزرو        | ۹۹۵۲ نفر     | ۱۹۶۹      |
| دانشگاه کلمبیا                | ۲۲۷۱۲ نفر    | ۱۹۰۰      |
| دانشگاه کرنل                  | ۲۰۴۰۰ نفر    | ۱۹۰۰      |
| دانشگاه دوک                   | ۱۲۸۲۴ نفر    | ۱۹۳۸      |
| دانشگاه اموری                 | ۱۲۳۳۸ نفر    | ۱۹۹۵      |
| دانشگاه هاروارد               | ۱۹۱۳۹ نفر    | ۱۹۰۰      |
| دانشگاه جانز هاپکینز          | ۶۰۲۵ نفر     | ۱۹۰۸      |
| مؤسسه فناوری ماساچوست         | ۱۰۲۵۳ نفر    | ۱۹۳۴      |
| دانشگاه نیویورک               | ۴۰۸۷۰ نفر    | ۱۹۵۰      |
| دانشگاه نورث‌وسترن             | ۱۴۱۰۸ نفر    | ۱۹۱۷      |
| دانشگاه پرینستون              | ۶۶۱۰ نفر     | ۱۹۰۰      |
| دانشگاه رایس                  | ۴۸۰۸ نفر     | ۱۹۸۵      |
| دانشگاه استنفورد              | ۱۴۸۹۰ نفر    | ۱۹۰۰      |
| دانشگاه بوستون                | ۲۹۹۸۲ نفر    | ۲۰۱۲      |
| دانشگاه تولین                 | ۱۰۶۰۶ نفر    | ۱۹۵۸      |
| دانشگاه شیکاگو                | ۱۳۵۰۱ نفر    | ۱۹۰۰      |
| دانشگاه پنسیلوانیا            | ۱۹۸۲۱ نفر    | ۱۹۰۰      |
| دانشگاه راچستر                | ۸۴۵۱ نفر     | ۱۹۴۱      |
| دانشگاه کالیفرنیای جنوبی      | ۳۳۳۸۹ نفر    | ۱۹۶۹      |
| دانشگاه وندربیلت              | ۱۱۶۰۷ نفر    | ۱۹۵۰      |
| دانشگاه واشینگتن در سنت لوئیس | ۱۲۲۹۰ نفر    | ۱۹۲۳      |
| دانشگاه ییل                   | ۱۱۳۹۰ نفر    | ۱۹۰۰      |

## اعضای کانادایی و سال عضویت
| دانشگاه        | تعداد دانشجو | سال عضویت |
| -------------- | ------------ | --------- |
| دانشگاه تورنتو | ۷۲۰۰۰ نفر    | ۱۹۲۶      |
| دانشگاه مک‌گیل  | ۳۴۰۰۰ نفر    | ۱۹۲۶      |